# Языки соке
Языки со́ке (O’de püt, Zoque, Zoquean) образуют первичную ветвь семьи языков коренных народов михе-соке, распространённые на юге Мексики. На языках соке говорит около 70 000 человек народа соке. Народ соке называет себя как оде пют.

## Языки
Языки соке можно разделить на три группы:
- Веракрусские соке (галф-соке)
  - Сьерра пополукский (сотеапанский соке)
  - Техистепекский пополукский
  - Аяпанский соке (табаскский соке)
- Оахакские соке
  - Чималапанский соке
- Чьяпасский соке
  - Копайналанский соке
  - Франсиско-леонский соке
  - Районский соке (диалектный континуум)